# モン＝ドール (ピュイ＝ド＝ドーム県)
モン＝ドール （Mont-Dore）は、フランス、オーヴェルニュ＝ローヌ＝アルプ地域圏、ピュイ＝ド＝ドーム県のコミューン。しばしばル・モン＝ドール（Le Mont-Dore）と呼ばれるが、これは正式名称ではない。

## 地理
標高1050mの地点に、中央高地最高峰ピュイ・ド・サンシーを含む火山に囲まれて、モン＝ドールの村はある。ピュイ・ド・サンシーの斜面には2つの急流があり、1つはドール川（アリエ川の支流ドレ川とは異なる）、もう1つのドニュ川はドルドーニュ川に合流する。

## 由来
フランス革命後の国民公会時代（1792年から1795年）、コミューンはレ・バン・デュ・モンドール（Les Bains-du-Montdor）と改名させられていた。

## 経済
モン＝ドールには複数の水源があり、国内ではモン＝ドールの名でボトルウォーターとして販売されている。

## 人口統計
| 1962年 | 1968年 | 1975年 | 1982年 | 1990年 | 1999年 | 2006年 | 2012年 |
| ------ | ------ | ------ | ------ | ------ | ------ | ------ | ------ |
| 2135   | 2243   | 2216   | 2329   | 1975   | 1682   | 1464   | 1329   |

source=1999年までLdh/EHESS/Cassini、2004年以降INSEE

## 史跡
- カピュサンのケーブルカー - 電気で牽引されるケーブルカーとしては、国内最古の1898年に開業した。
- グラン・テルム - 新古典主義建築。

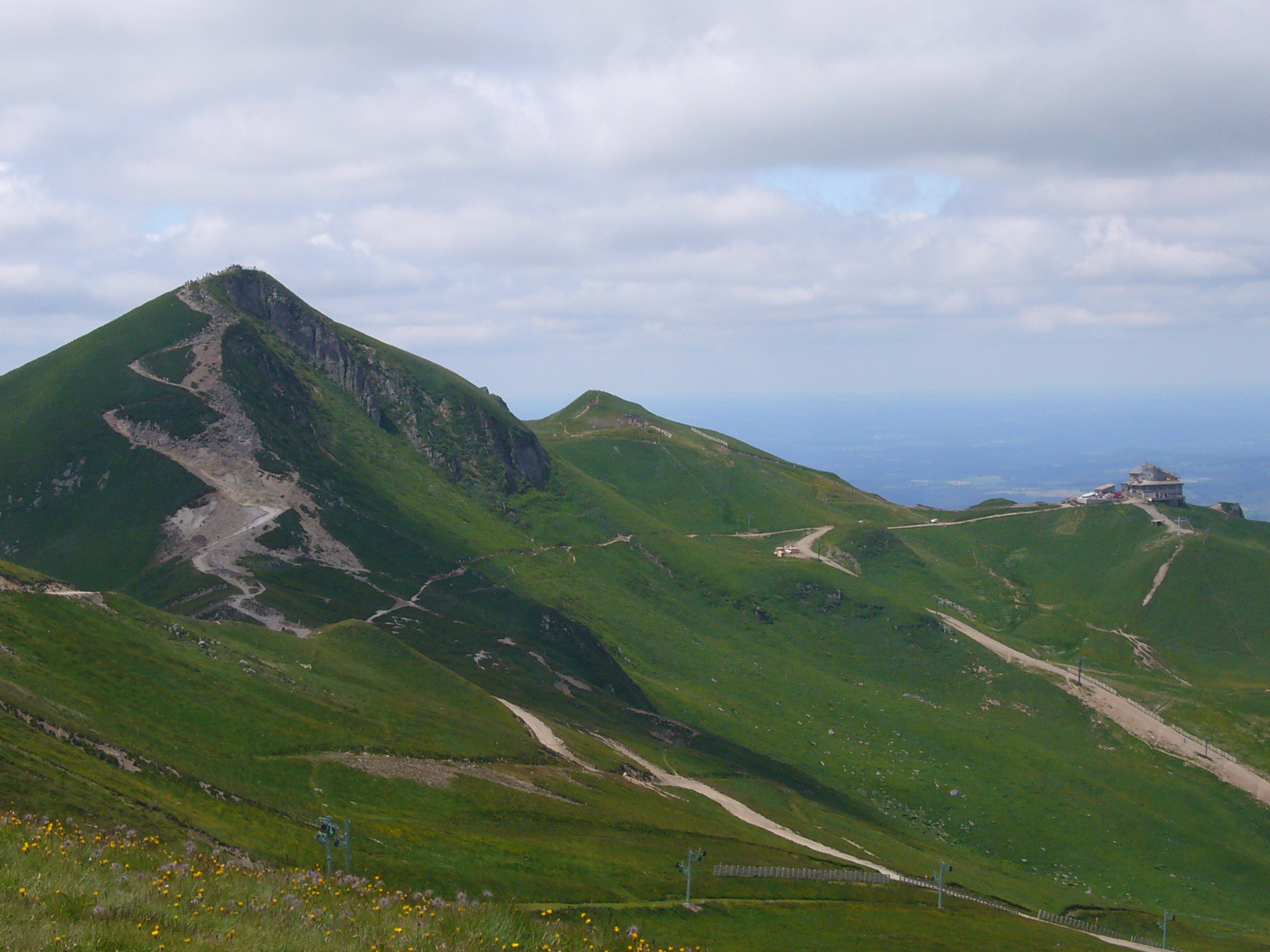
ピュイ・ド・サンシー
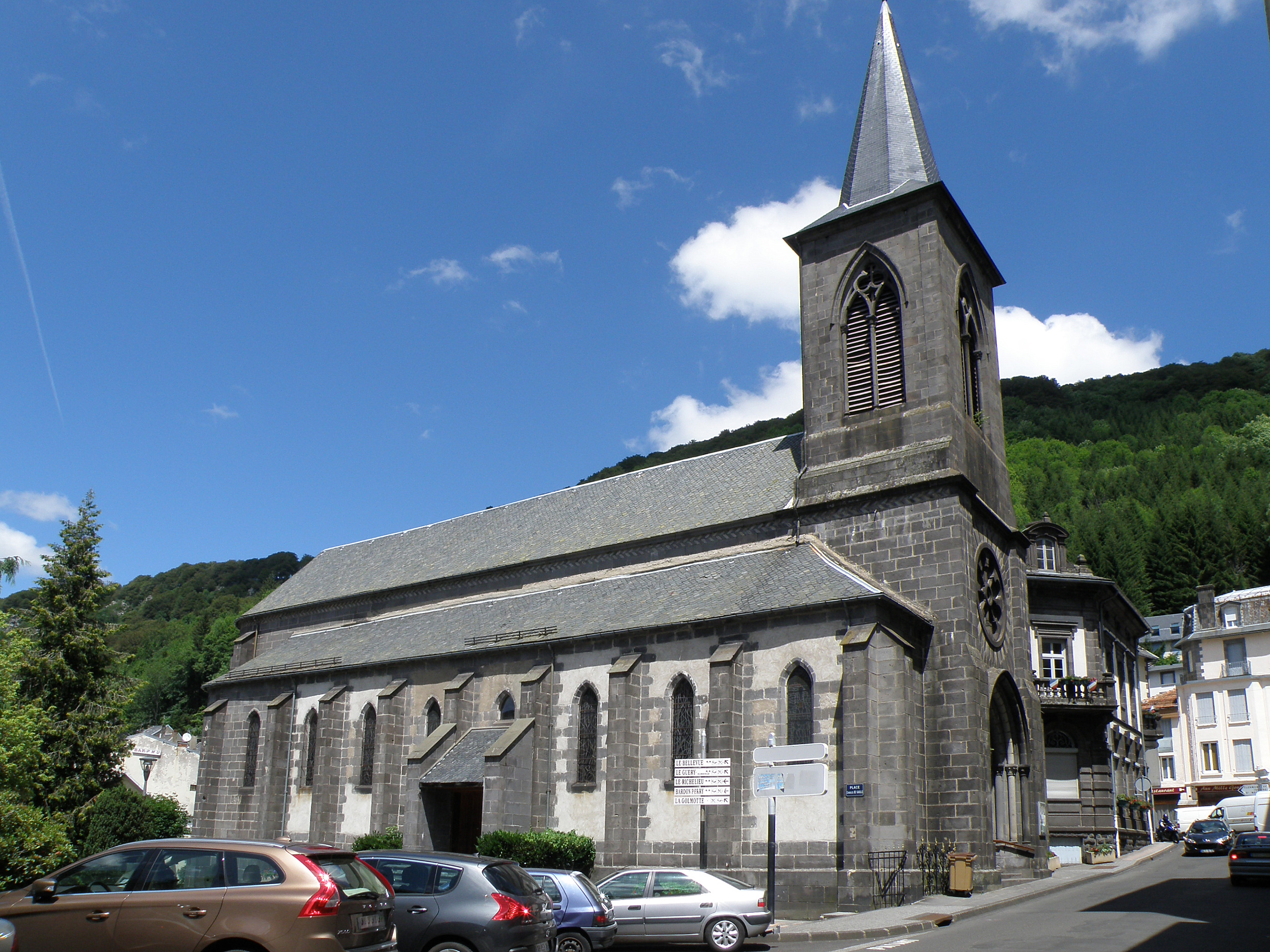
サン・パルドゥー教会
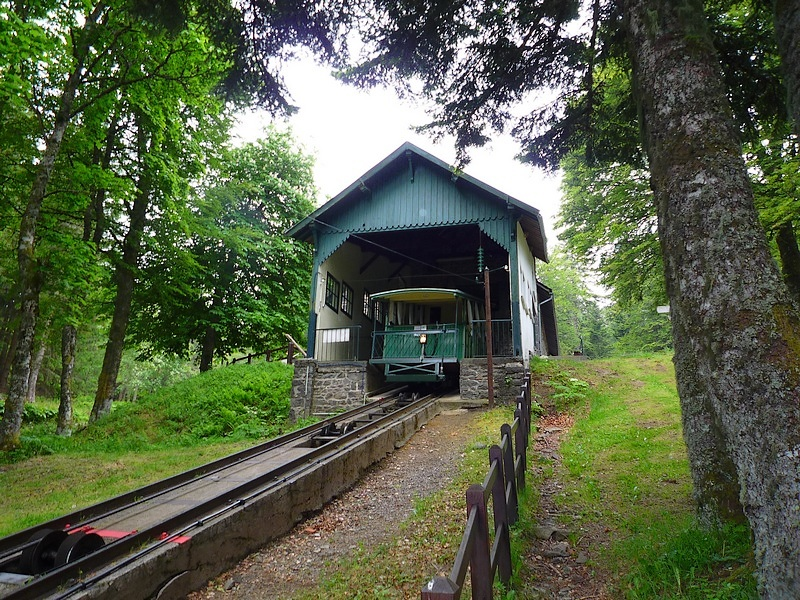
ケーブルカー
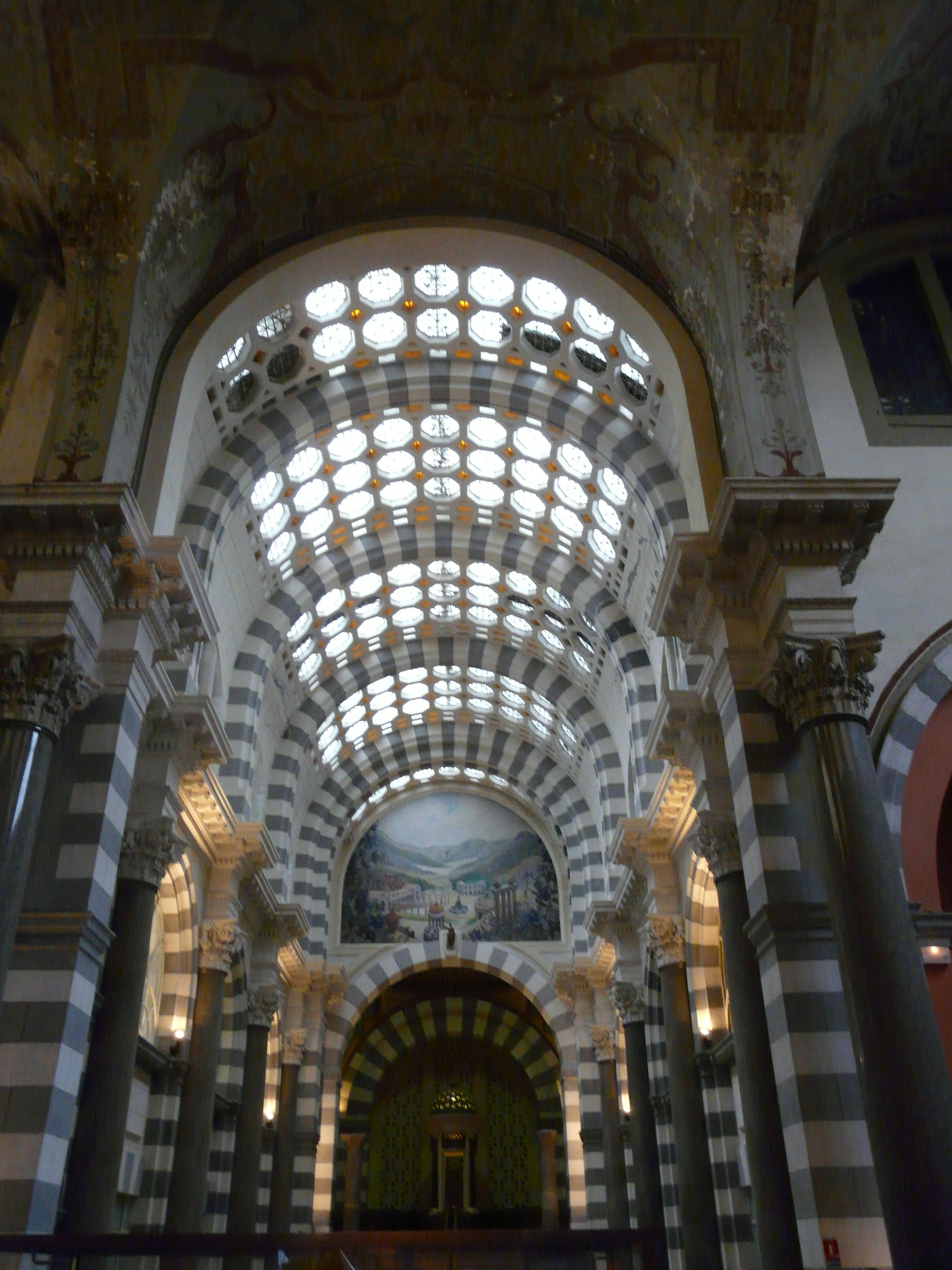
グラン・テルム内部
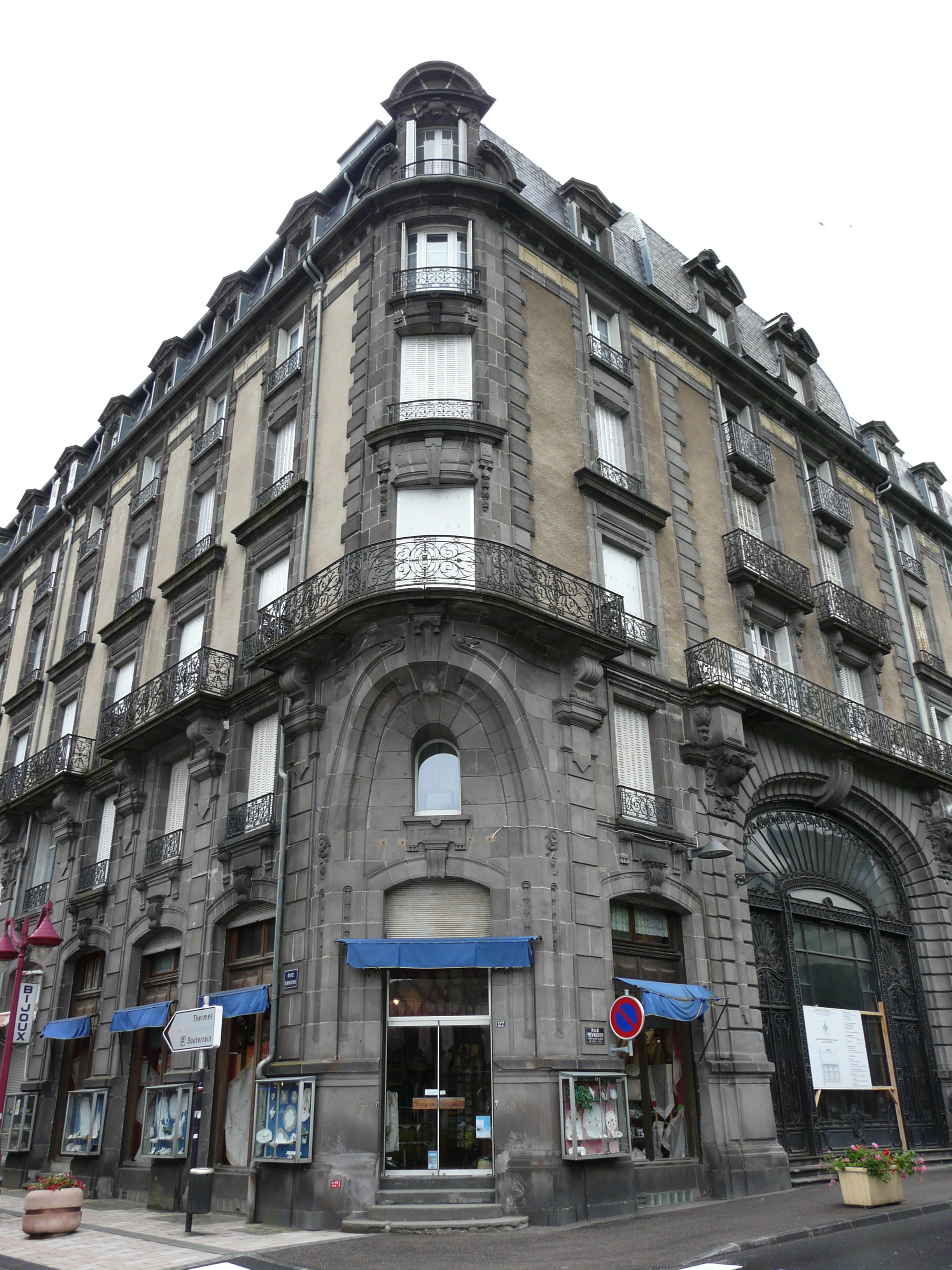
オテル・サルシオン
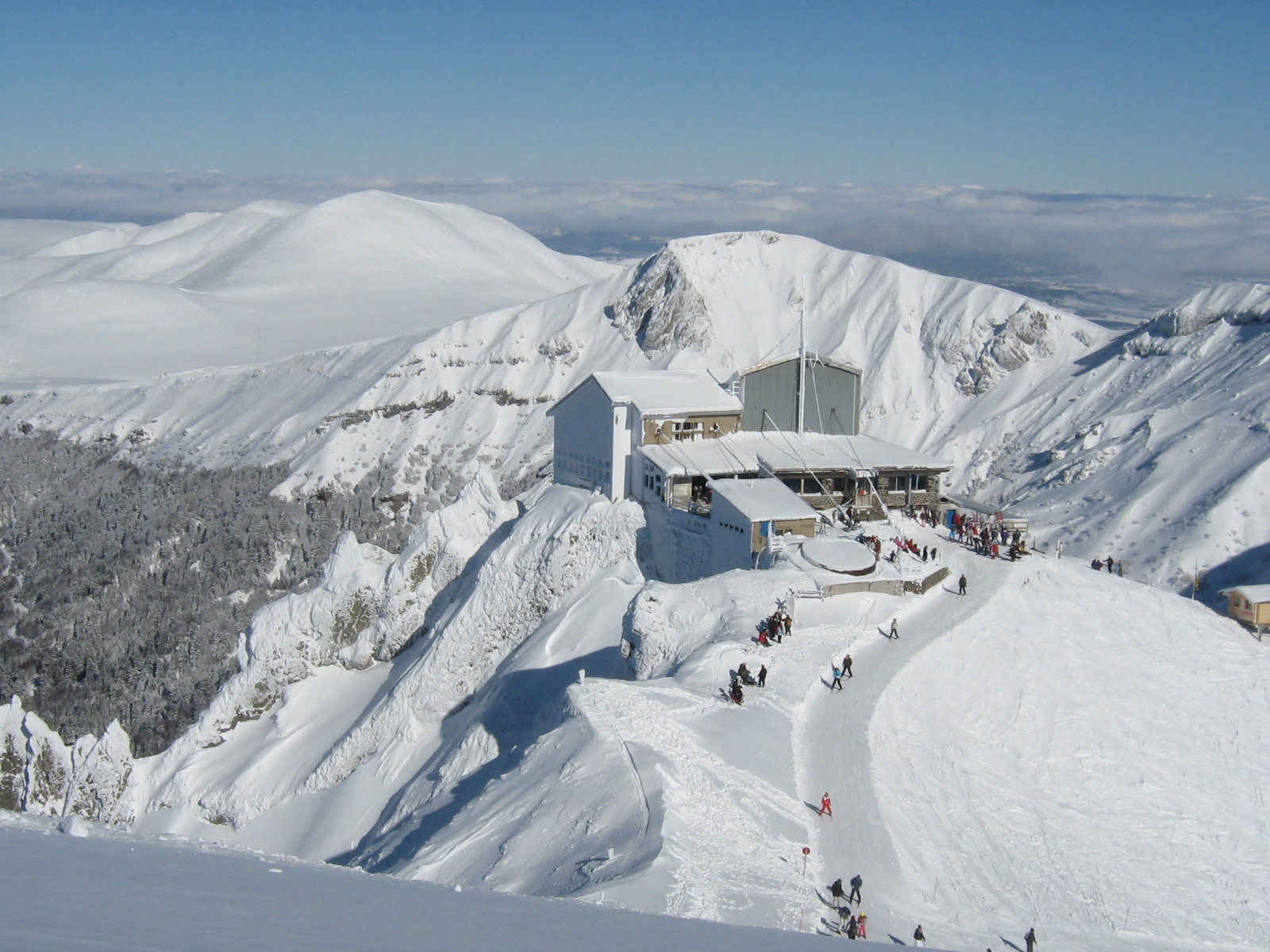
ル・モン＝ドール・スキー場

## 温泉の歴史
町は主としてスパの町として知られている。ケルト人とローマ人は自分たちの健康のためにオーヴェルニュ山地の水を利用していた。
中世にはこうした慣習は、モン＝ドールを除いて廃れつつあったが、モン＝ドールでは肺やリューマチ疾患の療養に利用されていた。往来は無料であり、人々が集った。
19世紀、新たに生まれた資本主義が、自然の豊かさや、ラ・ブルブールやモン＝ドールに関心を持ち、1830年代以後成長していった。カジノ、ホテルが療養施設沿いに建てられた。そこで湧く水は国内で最も無水ケイ酸を含んでおり、さらにガスと炭酸を含み、温度は38℃から44℃の間であった。
喘息、呼吸器疾患、リューマチの治療が行われた。また、鼻茸など副鼻腔炎の手当ても行われた。
頻繁にモン＝ドールのスパに通った著名人には、セヴィニエ夫人、ミラボー侯爵、ジョルジュ・サンド、アルフレッド・ド・ミュッセ、シャルル・ノディエ、オノレ・ド・バルザック、アナトール・フランス、マリー・ド・オエンゾレルン＝シグマランジャン、メアリー・オブ・エディンバラ、マルセル・プルースト、マリ・バシュキルツェフ、ジョルジュ・クレマンソーらがいる。
さらに、19世紀初頭、フランス王家の姫君2人がモン＝ドールに滞在した。ルイ16世王女アングレーム公爵夫人と、ベリー公爵夫人である。